# فلوت کارتن

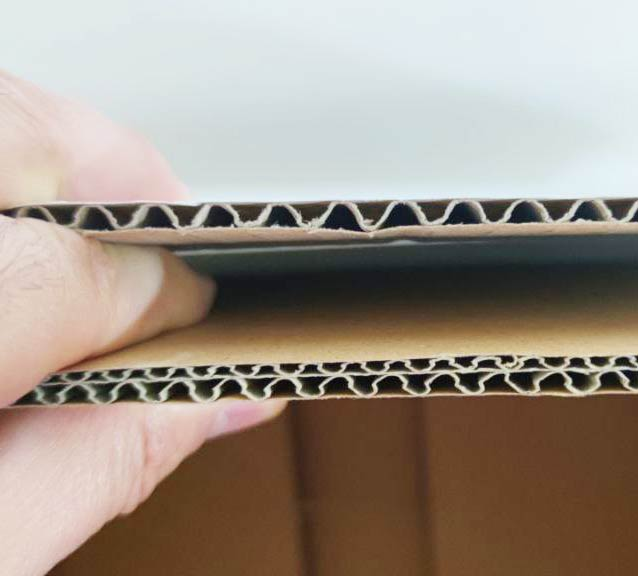

ورق مقوایی موج‌دار (به انگلیسی: corrugated fiberboard) از جنس مقوا می‌باشد که به ورق چین‌دار یا دندانه‌دار نام گذاری شده است و در تولید کارتن‌های چند لایه استفاده می‌شود. فلوت اهمیت ویژه‌ای در انواع کارتن‌های سینگل فیس یا دو لایه، سه لایه، چهار لایه، پنج لایه و هفت لایه دارد.

## انواع فلوت کارتن

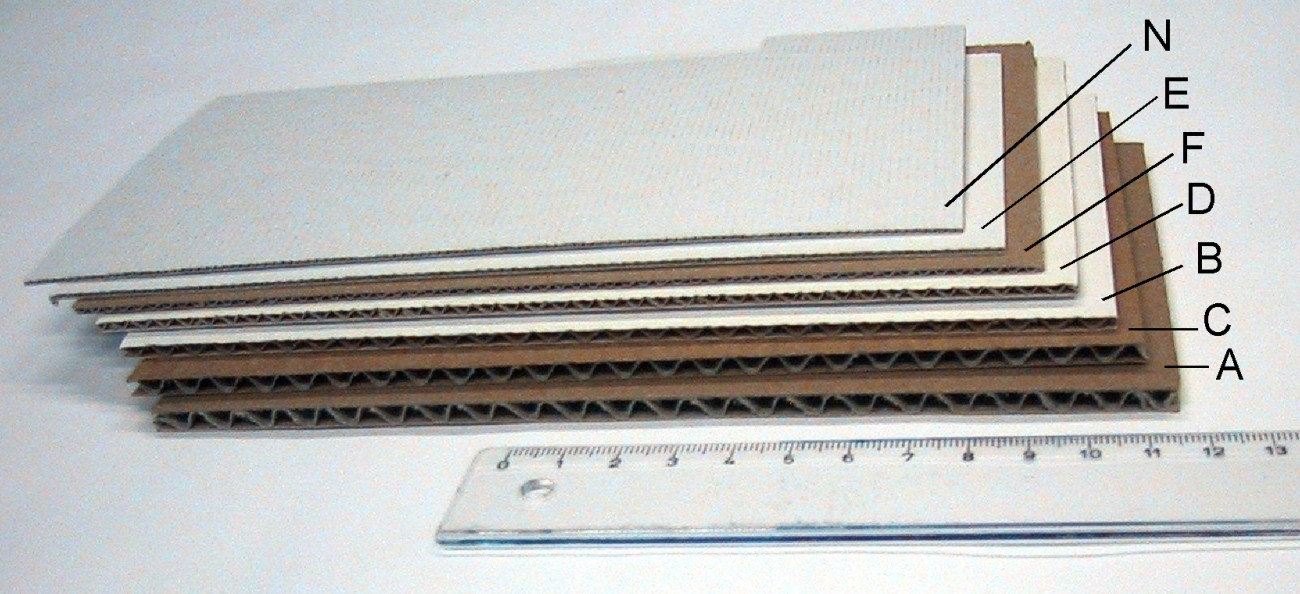
هفت نوع فلوت در تصویر مشخص شده.

فلوت‌های کارتن شامل a,b,c,e,f می‌باشند. این نام گذاری آنها بی علت نیست و یکی از تفاوت‌های آنها در ارتفاع و عرض هر چین یا شکل موج دار در ورق می‌باشد که این موضوع مشخص می‌کند در هر یک متر مربع فلوت کارتن، چه تعداد چین خوردگی وجود دارد.

### فلوت A
این مدل از فلوت کارتن یکی از قوی‌ترین فلوتهاست که ارتفاع چین آن بین حدفاصل ۴٫۵ تا ۵ میلی‌متر است و تعداد چین‌ها یا کنگره‌های آن حدوداً چیزی بین ۱۰۵ تا ۱۲۵ عدد در هر متر مبع می‌باشد. وجود این چین‌ها در کارتن، ویژگی ضربه‌گیری و مقاومت در برابر فشار را بر عهده دارد و هر اندازه ارتفاع این چینها بیشتر باشد مقاومت آنها نیز بالاتر خواهد رفت.

### فلوت B
این ساختار از فلوت نسبت به فلوت A مقداری ضعیف تر است که ارتفاع دندانه‌های آن حدوداً بین ۲٫۱ تا ۲٫۹ میلی‌متر است و تعداد کنگره‌های آن معمولاً میان ۱۲۵ تا ۱۵۰ عدد در هر مترمربع می‌باشد.

### فلوت C
این شکل فلوت یکی از متداول‌ترین فلوتها محسوب می‌شود و مقاومت آنها نسبت به فلوت‌های A و B کمتر بوده است و معمولاً در ۸۰ درصد مصارف مختلف به کار گرفته می‌شود. کارتن‌هایی با فلوت C تحمل وزن تقریباً ۱۲ کیلوگرم را داشته‌اند و بلندای دندانه‌های آن ما بین ۳٫۵ تا ۳٫۷ میلی‌متر بوده و تعداد کنگره‌های آنها ۱۲۰ تا ۱۴۵ عدد در هر متر مربع در نظر گرفته شده است.

### فلوت E
این نوع فلوت کارتن از ضخامت کمتری نسبت به سه فلوت دیگر برخوردار است که به دلیل دارا بودن سطح صاف به وفور در جعبه‌های لمینتی استفاده می‌شوند و موارد استفاده آنها از جعبه پیتزا یا جعبه‌های دارویی است. فلوت e برای جعبه‌های کوچک استفاده شده اما با ترکیب فلوت‌های دیگر می‌تواند به تولید کارتن‌های سه لایه و هفت لایه ختم شود. و بلندای آنها میان ۱٫۱ تا ۱٫۶ میلی‌متر و دندانه‌های آن میان ۲۹۰ تا ۳۲۰ عدد در هر متر می‌باشد.

### فلوت F
کم ضخامت‌ترین فلوت در بین انواع فلوت این نوع فلوت به خود تخصیص داده است که برای لوازم لوکس همانند جعبه‌های عطر و ادکلن مورد استفاده قرار می‌گیرند که ارتفاع دندانه‌های آن چیزی بین ۰٫۸ میلی‌متر بوده و معمولاً ۴۲۰ عدد در هر متر تعبیه شده است.